# Eréndira (Vorname)
Eréndira ist ein aus Mexiko stammender weiblicher Vorname, den eine legendäre indianische Prinzessin trug. Eréndira heißt auf taraskisch „die Lächelnde, die Heitere“.

## Bekannte Namensträgerinnen
- Eréndira Ibarra (* 1985), mexikanische Schauspielerin